# 主教练
主教练（英語：head coach，senior coach或manager），俗称主帅，是训练和开发运动员的专业人士。他们通常拥有更公开的形象，薪酬也高于其他运动教练。在一些体育项目如足球和棒球中，主教练的英语称“manager”。在澳式足球等其他体育项目中，主教练的英语通常称“senior coach”。